# Жан-Клод Калу-Дже
Жан-Клод Калу-Дже (Jean-Claude Kalou-Dje) (1947) — івуарійський дипломат. Надзвичайний і Повноважний Посол Кот-д'Івуар в Україні за сумісництвом (2002—2007).

## Життєпис
Народився 1947 року в Абенгуру, він розлучений і має семеро дітей. Випускник сучасних студій в Університеті Алжиру та випускник ENA (Національної школи адміністрації) Абіджана та міжнародних відносин Католицького університету Лувен-Ла-Нов (Бельгія).
З 1969 року на дипломатичній роботі, відповідав за протокол з 1969 по 1970 рр. У 1971 році він був призначений другим секретарем з економічних питань у посольстві Кот-д'Івуару в Ефіопії, а потім другим секретарем у консульський справах в Ізраїлі з 1972 по 1973 рр. З 1980 по 1986 рр. він виконував місію першого радника в посольстві Кот-д'Івуару в Алжирі. Цю посаду він обійме через кілька років у Римі. Призначений послом 12 вересня 1996 року, з 21 вересня 2000 року — Надзвичайний і Повноважний Посол Кот-д'Івуару в РФ. З 2002 року його місія поширилася на Грузію, Україну, Литву, Латвію, Естонію та Азербайджан.